# Мозетич, Марьян
Марьян Мозетич (англ. Marjan Mozetich, Гориция, 1948) — канадский композитор словенского происхождения.

## Биография
В 1952 с семьей переехал в Канаду. Окончил университет в Торонто. Учился у Лучано Берио в Риме и у Франко Донатони в Академии Киджи (Сиена). Преподает в Queen’s University (Кингстон).

## Творчество
От авангардистского экспрессионизма пришёл к минимализму и, наконец, к постмодернистскому романтизму.

## Избранные произведения
- Survival для альта соло (1979)
- Dance of the Blind для аккордеона и струнного трио (1980)
- El Dorado для арфы и струнного оркестра (1981)
- Fantasia…sul linguaggio perduto для флейты и струнного трио (1981)
- Симфония № 1, Романтическая рапсодия для оркестра (1982—1983)
- Соната для флейты и арфы (1984)
- Baroque Diversions для альта соло (1985, посв. Ривке Голани)
- Desire at twilight для скрипки и фортепиано (1986)
- Angels in flight для флейты, кларнета, арфы и струнного квартета (1987)
- Концерт для гобоя и струнных (1991)
- Lament in the trampled garden, струнный квартет (1992)
- Пять пьес для гитары соло (1993)
- L’esprit chantant для скрипки и фортепиано (1995)
- The Passion of Angels, концерт для двух арф и оркестра (1995)
- Affairs of the Heart, концерт для скрипки и струнного оркестра (1997)
- Postcards from the Sky для струнного оркестра (1997)
- Концерт для фортепиано (2000)
- Duet in Blue для флейты (или скрипки) и фагота (или виолончели) (2001)
- Steps to Ecstasy для барочного оркестра (2001)
- At the Temple для фортепиано (2001—2002)
- Goodbye my friend для флейты, альта и арфы (2002)
- Концерт для фагота, маримбы и струнного оркестра (2003)